# Gjesdal
Gjesdal és un municipi situat al comtat de Rogaland, Noruega. Té 11.853 habitants (2016) i la seva superfície és de 617,95 km². El centre administratiu del municipi és el poble d'Ålgård.

## Fills il·lustres
- Finn E. Kydland, guanyador del Premi del Banc de Suècia en Ciències Econòmiques en memòria d'Alfred Nobel el 2004.